# Emil Siersbæk Bergholt
Emil Siersbæk Bergholt (* 25. August 1997 in Ringkøbing-Skjern) ist ein dänischer Handballspieler.

## Karriere

### Im Verein
Emil Bergholt spielte in Dänemark für Skjern Håndbold. Mit Skjern gewann er 2014 und 2016 den dänischen Pokal. 2017 wechselte er zum dänischen Zweitligisten TM Tønder Håndbold. Nach zwei Jahren ging er zurück in die Håndboldligaen zu Mors-Thy Håndbold. Mit Mors-Thy gewann er 2020 den dänischen Pokal. 2021 kehrte er zu Skjern Håndbold zurück.
Zur Saison 2026/27 wird Bergholt zum deutschen Bundesligisten SG Flensburg-Handewitt wechseln. Die SG zog eine Ausstiegsklausel in seinem ursprünglich bis 2027 datierten Vertrag über 135.000 Euro inklusive eines Testspiels beider Mannschaften.

### In Auswahlmannschaften
Mit der Junioren-Nationalmannschaft nahm er an der U20-Europameisterschaft 2016 teil und belegte den 6. Platz.
Am 9. März 2023 gab er sein Länderspieldebüt für die dänische A-Nationalmannschaft gegen Deutschland. Aufgrund einer Knieverletzung absolvierte er nach seinen ersten zwei Einsätzen bis Sommer 2024 kein Länderspiel. Sein erstes Turnier war die Weltmeisterschaft 2025, bei welcher er zwei Tore in neun Partien warf und mit dem Team Weltmeister wurde.

## Privates
Sein Vater Henrik Bergholt spielte ebenfalls Handball in Skjern.